# Peter Ferdinand
Peter Ferdinand Salvator Karl Ludwig Maria Joseph Leopold Anton Rupert Pius Pancraz von Österreich-Toskana (Salzburg, 12. svibnja 1874. – Sankt Gilgen, 8. studenog 1948.) je bio austrougarski nadvojvoda i vojni zapovjednik. Tijekom Prvog svjetskog rata zapovijedao je 25. pješačkom divizijom, Grupom Peter Ferdinand i V. korpusom na Istočnom i Talijanskom bojištu.

## Vojna karijera
Peter Ferdinand je rođen 12. svibnja 1874. u Salzburgu. Sin je Ferdinanda IV., velikog vojvode od Toskane i njegove druge supruge Alicie od Bourbon-Parme. U studenom 1900. sklopio je brak s Mariom-Cristinom od Bourbon-Sicilije s kojom je imao dva sina Gottfrieda i Georga, te dvije kćeri Helenu i Rosu.
Ferdinand se vojno školovao u Vojnoj školi u Mährisch-Weisskirchenu, te u Terezijanskoj vojnoj akademiji u Bečkom Novom Mjestu. Nakon završetka iste, od 1893. s činom poručnika služi u 59. pješačkoj pukovniji. Nakon služenja u Salzburgu i Czernowitzu, od 1896. pohađa Ratnu akademiju u Beču koju završava 1898. godine. Potom od 1899. s činom satnika zapovijeda satnijom u 93. pješačkoj pukovniji u Olomoucu. Od 1900. služi kao stožerni časnik u Linzu i to najprije u 4. tirolskoj streljačkoj pukovniji, te nakon toga u 59. pješačkoj pukovniji. Godine 1908. promaknut je u čin pukovnika, nakon čega postaje zapovjednikom 66. pješačke pukovnije. Iduće, 1909. godine, preuzima zapovjedništvo nad 32. pješačkom pukovnijom smještenom u Beču kojom zapovijeda iduće dvije godine. U svibnju 1911. unaprijeđen je u čin general bojnika, te je imenovan zapovjednikom 49. pješačke brigade. U travnju 1914. promaknut je u čin podmaršala, te s tim činom dočekuje i početak Prvog svjetskog rata.

## Prvi svjetski rat
Na početku Prvog svjetskog rata Ferdinand je imenovan zapovjednikom 25. pješačke divizije. Navedena divizija upućena je na Istočno bojište u sastav 4. armije pod zapovjedništvom Moritza Auffenberga u sklopu koje Ferdinand sudjeluje u Galicijskoj bitci i to najprije u Bitci kod Komarowa, te potom u Bitci kod Rava-Ruske. Nakon toga divizija sudjeluje u borbama na rijeci San, da bi u listopadu 1914. bila premještena na sjeverni dio Istočnog bojišta u sastav 1. armije u sastavu koje sudjeluje u borbama oko Krakowa. U svibnju 1915. u sklopu ofenzive Gorlice-Tarnow Ferdinand s 25. pješačkom divizijom sudjeluje u borbama na Visli, nakon čega je u lipnju smijenjen s mjesta zapovjednika 25. pješačke divizije.
Ferdinand je bio bez zapovjedništva do travnja 1917. kada je promaknut u čin generala pješaštva, te imenovan zapovjednikom novoformirane Grupe Peter Ferdinand koja se nalazila na tirolskom dijelu Talijanskog bojišta u sastavu 10. armije. Na osnovi jedinica Grupe Ferdinand u kolovozu 1918. formiran je V. korpus, te je zapovjednikom istog postao Ferdinand. Zadnjih dana rata, od 26. listopada 1918., u ime feldmaršala Alexandera von Krobatina zapovijeda 10. armijom.

## Poslije rata
Nakon završetka rata Ferdinand je živio u Luzernu u Švicarskoj i to do 1935. kada se vraća u Austriju. Preminuo je 8. studenog 1948. godine u 75. godini života u Sankt Gilgenu gdje je i pokopan.

## Vanjske poveznice
(eng.) Peter Ferdinand na stranici Oocities.org

(rus.)
Peter Ferdinand na stranici Hrono.ru

(njem.) Peter Ferdinand na stranici Weltkriege.at

(njem.) Peter Ferdinand na stranici Biographien.ac.at